# Vad bör göras?

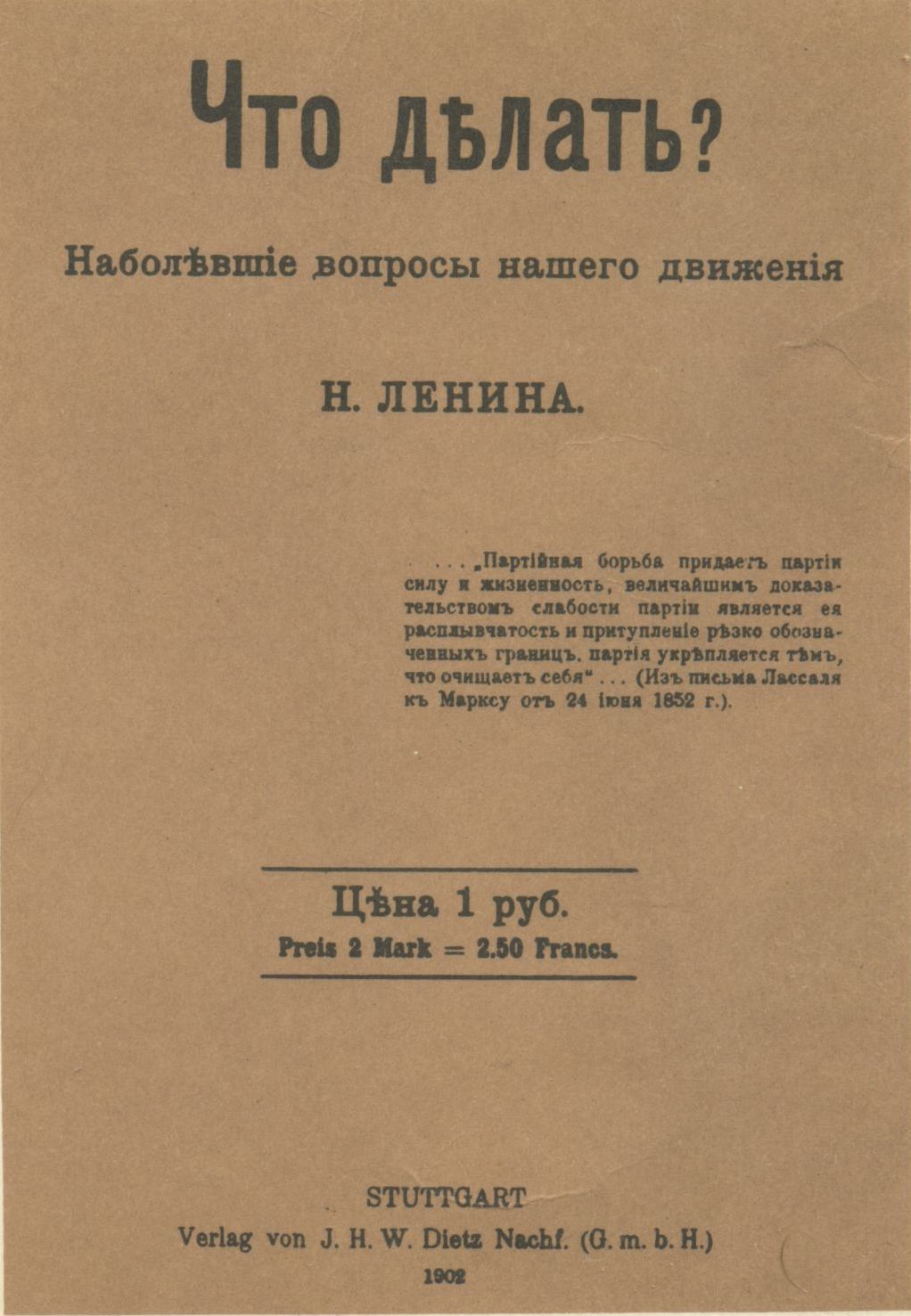
Första utgåvan av Vad bör göras? av Vladimir Lenin.

Vad bör göras? (rysk originaltitel: Что делать?, Sjto delat) är en politisk pamflett från 1902 av Vladimir Lenin, om partiorganisation. Titeln, och innehållet till viss del, är inspirerat av romanen med samma titel från 1863 av Nikolaj Tjernysjevskij.

## Innehåll
Vad bör göras? skrevs av Vladimir Lenin 1901 och publicerades 1902, året innan splittringen mellan bolsjeviker och mensjeviker i Rysslands socialdemokratiska arbetareparti (RSDAP).
I pamfletten lägger han fram idén om demokratisk centralism som en metod att kombinera demokratisk diskussion och effektivt arbete i den utsatta situation ett revolutionärt parti ofta befinner sig. Principen anammades av bolsjevikiska fraktionen av den ryska socialdemokratin i vilken Lenin kom att ingå i ledningen. Inspirerad av Tjernysjevskij övertygades Lenin om hur revolutionen skulle gå till. Partiet skulle bestå av en liten grupp – som i Tjernysjevskijs roman – av ideologiskt skolade kommunister som ledde proletariatet på rätt väg. För dessa skulle annars bara försöka vinna begränsade, ekonomiska fördelar inom den existerande styrelseformen och inordna sig i den borgerliga ideologin. "Arbetarna hade inte och kunde inte ha någon medvetenhet om den oförsonliga motsättningen mellan deras intressen och hela det moderna och politiska systemet". "Detta innebar att ett revolutionärt parti huvudsakligen måste omfatta personer, som gör den revolutionära verksamheten till sitt yrke, yrkesrevolutionärer".

## Samband mellan pamfletten och romanen
Vladimir Lenins äldre bror Aleksandr var deltagare i organisationen Narodnaja voljas terroravdelning och deltog i ett attentatsförsök på Alexander II, detta misslyckades och Lenins bror fängslades och avrättades. Händelsen påverkade Lenin starkt och när han gick igenom broderns böcker stötte han på Tjernysjevskijs bok som han tidigare läst men inte riktigt förstått; han läste den igen men den här gången med en annorlunda utgång. Han berättade för en kamrat:
"efter avrättningen av min bror, och väl medveten om att Tjernysjevskijs roman var en av hans favoritböcker, började jag läsa den på allvar och jag hängde över boken, inte i dagar utan i veckor. Först då förstod jag dess fulla djup. Det är en bok som ger kraft för ett helt liv." 
Det Lenin fann imponerade var att Tjernysjevskijs "inte bara visade nödvändigheten av att varje rätt tänkande och sant uppriktig människa blev revolutionär, men också visade hur revolutionären måste vara, vilka regler han måste följa, hur han måste gå tillväga för att nå sina mål och med vilka metoder och medel han kan genomföra dem."
Inspirerad av romanen skrev Lenin sin pamflett med samma titel och idéer, delvis baserade på den.